# ヴァルヴァラ・レプチェンコ
ヴァルヴァラ・ペトロフナ・レプチェンコ (ロシア語: Варвара Петровна Лепченко、1986年5月21日- ) は、ウズベキスタン・タシュケント出身の女子プロテニス選手。
WTAランキング自己最高位はシングルス19位、ダブルス66位。身長180cm、体重72kg。左利き、バックハンド・ストロークは両手打ち。
元々は出生国のウズベキスタン国籍で活動していたが、2007年9月から政治亡命先のアメリカ合衆国国籍に変更して活動している。

## 生い立ちとジュニア時代
エンジニアの父ペトルと数学の学位を持つ会計士の母ラリサの間に二人姉妹の長女として生まれ、父の指導の下7歳からテニスを始めた。ヴァルヴァラの才能はすぐに開花し将来を期待されるジュニア選手の一人となったが、一方でソビエト連邦からの独立直後であった1990年代当時のウズベキスタンは国民の平均月収は月額20USドルで推移し社会不安が増大する不安定な状況にあり、レプチェンコ一家も他の一般国民と同様に国外大会への遠征を行えるほどの金銭的余裕も無く、加えてイスラム教国のウズベキスタンにおいて一家は少数派の正教徒の家系であった為、宗教的/民族的迫害にも晒されていた。このため当時のヴァルヴァラにとってプロ選手としての成功を掴むことは非常に遠い夢物語でしか無かった。
そんな状況の中、レプチェンコ一家は迫害を逃れ他のジュニア選手が受けている高度な指導プログラムや練習施設での充実した環境でヴァルヴァラを学ばせたいとの思いが次第に強まっていき、遂に2001年にアメリカ合衆国・フロリダ州で行われたオレンジボウル国際テニス選手権に出場する為父と妹と共に同地を訪れた際にウズベキスタンへの帰国を拒否し政治亡命を申請。父と妹、そしてヴァルヴァラ自身には無事亡命が認められ永住権を取得したが、一方でタシュケントに残される形となった母にはウズベキスタン政府からの出国が認められず立ち往生となり、実に4年半以上に渡って家族は引き裂かれた。亡命後、父は複数の仕事を掛け持ちしながら合間を縫ってヴァルヴァラの指導を続けるも生活は依然として苦しく、マイアミに居た父の友人達の家を転々としながら現地の公営コートでテニスの練習を続ける過酷な環境の日々であったが、ヴァルヴァラが18歳の頃に出場した大会で一家の境遇を知った大会関係者の女性に招かれ彼女が住むペンシルバニア州アレンタウンに移住。彼女はレプチェンコがプロ選手として独立して生計を立てられるようになった2006年まで3年間に渡って家賃無料で快くレプチェンコ一家を住まわせるなど人々の優しさにも支えられた(特にこの女性に対してはヴァルヴァラ自身も後年「彼女は私にとって第二の母のようでした」と語るほどに慕っており、プロとして成功を収め練習拠点であるニューヨークに住宅を購入できるほどの金銭的余裕を手にして以降もアレンタウンに留まり続けている大きな理由となっているという)。

## プロ転向

### 2001年-2004年
アメリカに亡命した2001年末にジュニアキャリアと並行する形でプロに転向。なお、プロ転向に先立つ同年6月に主催者推薦を受け出場したタシュケント・オープンダブルスがツアーデビュー戦となっているが、ここでは一回戦で大会第2シードのアレクサンドラ・フセ&エレナ・タタルコワ組に1-6,3-6のストレートで敗退している(以降レプチェンコ一家は2012年現在までウズベキスタンを一度も訪れていない)。
翌2002年から本格的にプロ選手としての活動を開始したレプチェンコであったが、この時点では合衆国政府に永住権を与えられただけの難民に過ぎなかった為アメリカ国外への出国が禁じられており、仮に出国が認められても今度は現地で拘留されウズベキスタンに送還される恐れもある不安定な立場にあった。また当時はまだ不慣れであった英語の習得と学業のためにツアー転戦と並行して高校に通っていた事もあり、レプチェンコは已む無くリスクを避けアメリカ国内のITFサーキット大会のみを対象に活動を始めた。
2004年時点でもその状況は変わらず、引き続きアメリカ国内のITFサーキット大会を中心に活動していたレプチェンコであったが、一方で生活面は上述の女性の助けもあり一定のレベルで安定するようになり、ITFサーキット大会でもシングルスで2度優勝、ダブルスで1優勝1準優勝を挙げ、シーズン後半にはツアー大会のシングルス予選にも出場。特に8月のパイロット・ペン・テニスシングルス予選では、2回戦で当時世界ランク92位の予選第7シードリタ・グランデに6-4,3-6,6-2のフルセットで勝利し、予選第4シードのヘンリエッタ・ナギョワとの予選決勝まで進出する活躍もあり、シングルス年度末ランキングも前年の517位から197位と大幅に上昇。この時点でウズベキスタン人選手のトップに立った。

### 2005年
この年もアメリカ国内のITFサーキット大会を中心に出場したレプチェンコは、シングルスではITF2万5千ドル大会で2度優勝、同5万ドル大会と7万5千ドル大会でそれぞれ準優勝を収めるなど前年に引き続き好調を維持し、予選からの出場となった8月のJPモルガン・チェース・オープンでは予選決勝で第2シードの中村藍子に3-6,4-6のストレートで敗退するも、本戦エントリー選手の中で出場辞退者が出たためラッキールーザーとして初のツアーシングルス本戦出場を果たす。当時世界ランク132位のレプチェンコはこのチャンスを生かし、1回戦でガリナ・ボスコボワを6-1,7-6(6)のストレートで、2回戦でシルビア・タラヤを6-4,6-2のストレートでそれぞれ破り、当時世界ランク28位、大会第13シードのフランチェスカ・スキアボーネとの準々決勝まで進出。ここではスキアボーネに3-6,6-2,3-6のフルセットで惜敗したが、これらの活躍によりシングルス年度末ランクも前年の197位から131位まで上昇。他にも8月の全米オープン予選でグランドスラム大会に初挑戦し、10月に出場したジェネラーリ女子予選では亡命後初めてアメリカ国外大会への出場が叶う等大きな前進の一年となった。

### 2006年
シングルスでは予選からの出場となった8月の全米オープンで予選を勝ち上がり自身初のグランドスラム本戦出場を果たす。1回戦では当時世界ランク42位のカタリナ・カスタノを6-7(11),6-1,6-1のフルセットで破りグランドスラム本戦初勝利を挙げ、2回戦では当時世界ランク25位の大会第26シードマリオン・バルトリに挑んだが1-6,2-6のストレートで敗れた。この年は他にも3月のナスダック100オープン、8月のロジャーズ・カップといったビッグトーナメントでも予選を勝ち上がり本戦に出場した他、ツアー下部のITFサーキットでも2万5千ドル大会と7万5千ドル大会で優勝し、年度末ランキングも93位で終了。自身初のトップ100フィニッシュとなった。
一方ダブルスでもタチアナ・パノワと組んだ2月のセルラー・サウス・カップ、袁夢と組んで出場した7月のウェスタン＆サザン・ファイナンシャル・グループ女子オープン、オルガ・プチコワと組んで出場した10月のベル・チャレンジでそれぞれ準々決勝に進出。またITFサーキットでも5万ドル大会で1準優勝、7万5千ドル大会で2準優勝するなど好調なシーズンを送り、年度末ランキングも前年の377位から149位まで上昇させた。

### 2007年
シングルスではITFサーキット5万ドル大会で1優勝1準優勝を挙げたものの、いずれも本戦からの出場となった1月の全豪オープンでは1回戦でノーシードのアグニエシュカ・ラドワンスカに7-5, 3-6, 2-6のフルセットで、5月の全仏オープンでは1回戦で当時世界ランク23位の大会第24シードアナベル・メディナ・ガリゲスに1-6,6-2,2-6のフルセットで、6月のウィンブルドン選手権では1回戦で当時世界ランク20位の大会第21シードシビル・バンマーに2-6,2-6のストレートでそれぞれ敗れ、予選からの出場となった全米オープンでは予選2回戦でスニータ・ラオに5-7,0-6のストレートで敗退する等ツアーレベルでの成績は振るわず、年度末ランキングも141位まで低下した。
また全米オープン終了後の同年9月からツアーでの登録国籍をアメリカに変更し、これによってUSTAからの正式な援助が受けられるようになったが、一方で実際の市民権獲得申請の許可はこの時点でも降りておらず難民状態のままであった為、国外大会への出場に際してはその都度煩雑な書類手続きを繰り返さねばならない等ツアーを転戦することに依然として大きな制約が付き纏う状況にあった。

### 2008年
シングルスでは予選を勝ち上がり本戦に出場した10月のベル・チャレンジで当時世界ランク11位の大会第1シードナディア・ペトロワとの2回戦まで進出した他、ITFサーキット5万ドル大会で1優勝1準優勝を挙げ、同7万5千ドル大会でも1度準優勝するなどまずまずの好成績を残したが、グランドスラム大会では1月の全豪オープンは欠場、5月の全仏オープンと6月のウィンブルドン選手権は予選1回戦で、8月の全米オープンは予選2回戦でそれぞれ敗退となり全ての大会で本戦出場が果たせず、年度末ランキングも125位と前年より若干の上昇に留まった。

### 2009年
シングルスでは4月第2週のMPSグループ選手権で予選を勝ち上がると、本戦1回戦では当時世界ランク18位の大会第4シードパティ・シュナイダーを6-2, 6-0のストレートで破りタミラ・パシェクとの2回戦まで進出。続いて本戦から出場した4月第3週のファミリー・サークル・カップでは1回戦でノーシードのガリナ・ボスコボワを6-1,6-3のストレートで、2回戦で予選から勝ち上がってきたシーネイ・ペリーを6-2,6-3のストレートでそれぞれ下し、当時世界ランク3位の大会第1シードエレナ・デメンチェワとの3回戦まで進出。予選から出場した5月のムチュア・マドリード・オープンと本戦から出場した7月のパレルモ国際でもそれぞれ2回戦に進出した他、ツアー下部のITFサーキットでも5万ドル大会で1度優勝、10万ドル大会で1度準優勝を挙げる好成績を収め、年度末ランキングも114位まで上昇させた。

### 2010年
シングルスでは2月のMPSグループ選手権で予選を勝ち上がり本戦に出場し、1回戦でマリアナ・デュケ＝マリーノを6-1,7-6(2)のストレートで、2回戦でアンゲリク・ケルバーを6-1,6-1のストレートで破り、オリガ・ゴヴォルツォワとの準々決勝まで進出。5月の全仏オープンでは1回戦で主催者推薦のクリスティナ・マクヘールを7-5,6-3のストレートで下し、当時世界ランク27位の大会第26シードドミニカ・チブルコワとの2回戦に進出。ここではチブルコワに6-4,2-6,0-6のフルセットで敗れるも2006年の全米オープン以来10大会振りとなるグランドスラム本戦勝利を挙げ、6月のウィンブルドン選手権でも1回戦でノーシードのルーシー・ハラデツカを6-4,7-5のストレートで下し、当時世界ランク30位の大会第28シードアリョーナ・ボンダレンコとの2回戦まで進出。更に10月から11月にかけて出場したツアー下部のITFサーキット5万ドル大会では3大会連続優勝を果たし、年度末ランキングも79位と4シーズン振りに100位内で終了した。

### 2011年

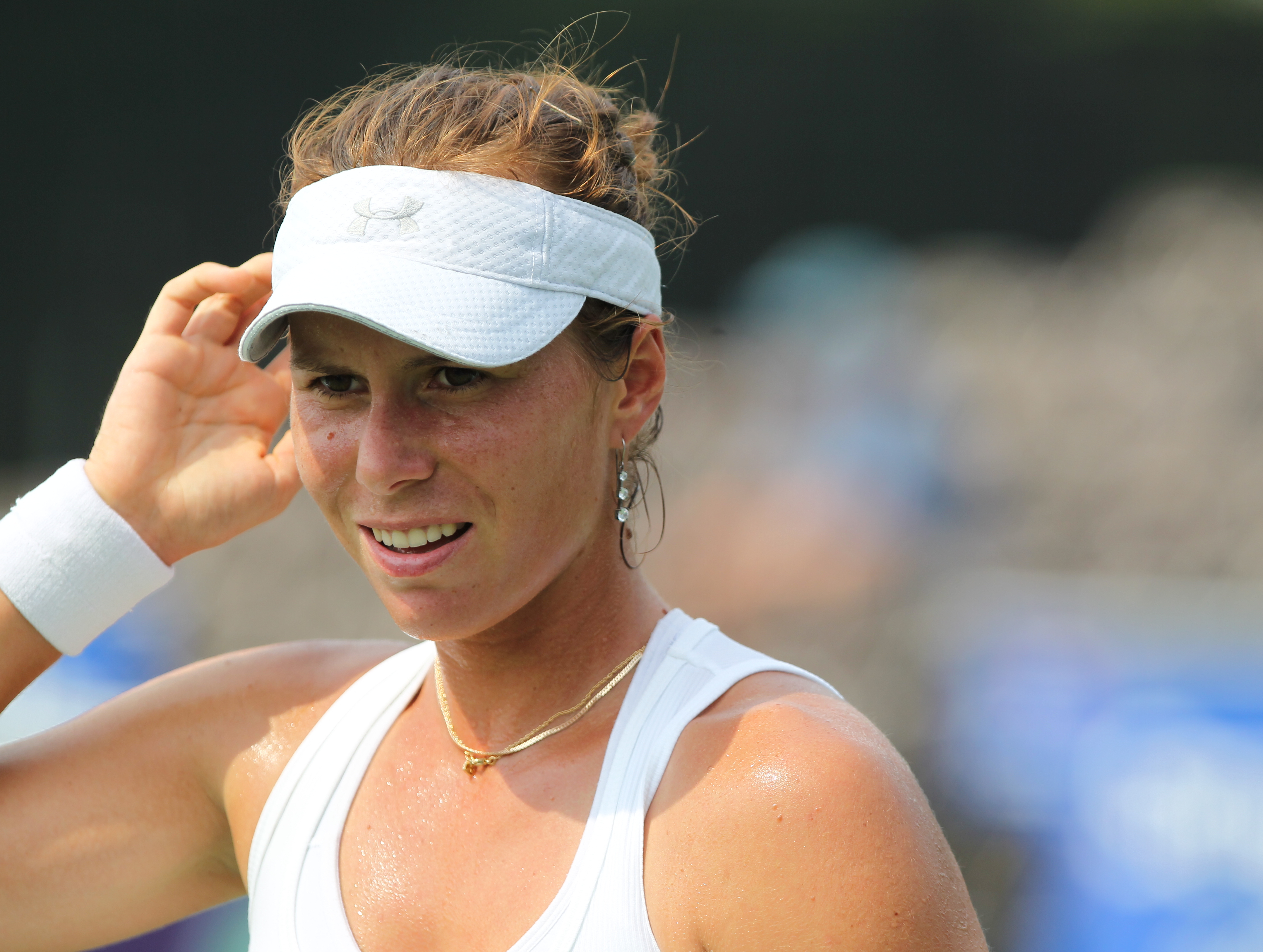
2011年

シングルスでは5月の全仏オープン1回戦において、前年大会ベスト8で当時世界ランク19位の大会第18シードフラビア・ペンネッタを6-3,2-6,6-3のフルセットで破る金星を挙げベサニー・マテック＝サンズとの2回戦まで進出。その他のツアー大会でも5度2回戦に進出し、ツアー下部のITFサーキットでも5万ドル大会で1優勝1準優勝を記録したが前年ほどの好成績には至らず、年度末ランキングも再びトップ100圏外となる110位で終了。
一方、私生活では同年の9月に念願の市民権獲得が叶いこれまで活動の足枷になっていた一切の出国制限が無くなり、正式な合衆国市民となった事でフェドカップやオリンピック等の国を代表する国際大会においても出場資格要件を満たし出場することが可能となった。またこれと前後して練習拠点をニューヨークにあるUSTAのトレーニングセンターに移し、同値でパトリック・マッケンローら協会のコーチングスタッフによる専門的なトレーニングを受けるようになる。

### 2012年

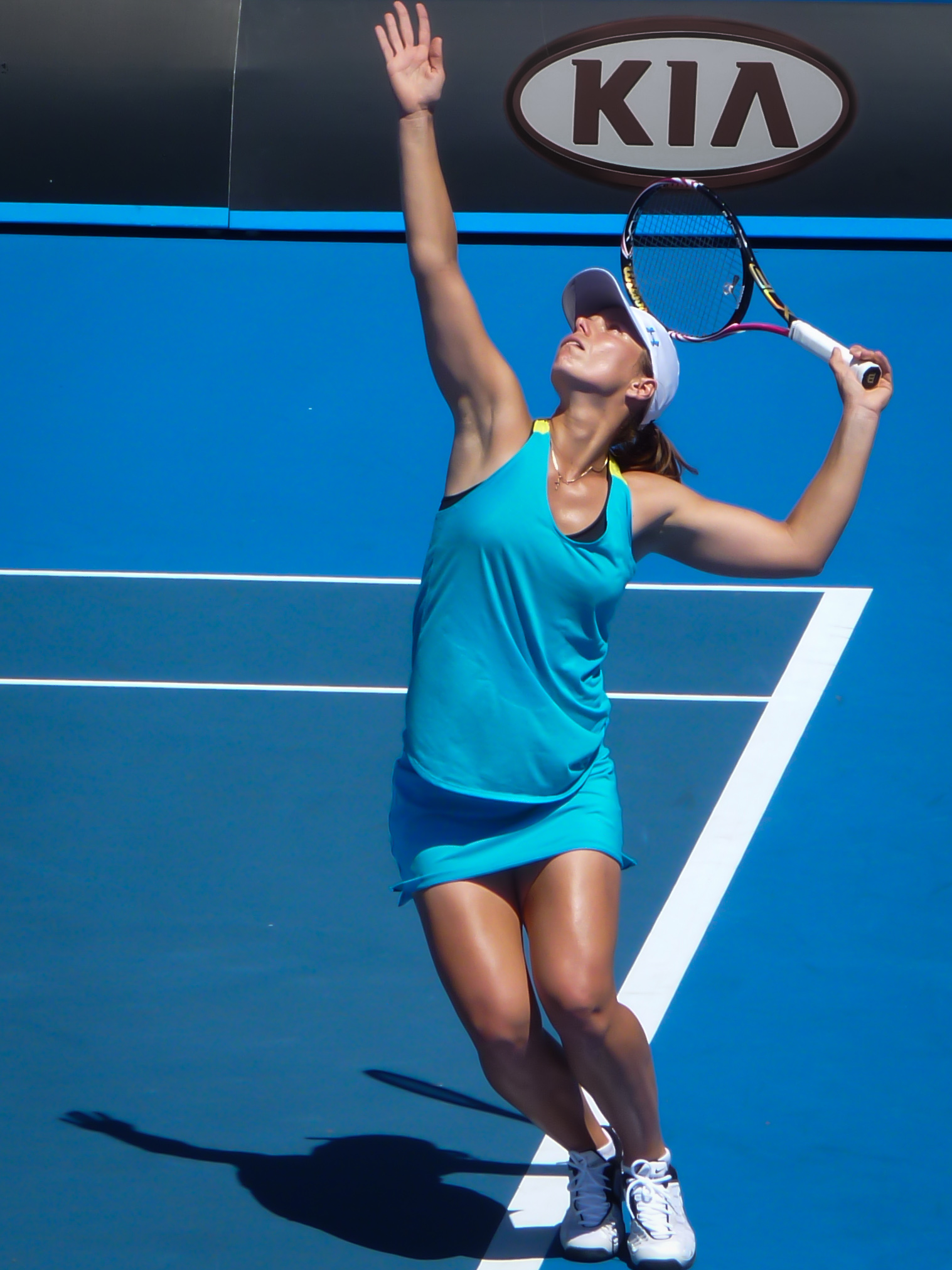
2012年の全豪オープンでサーブを行うレプチェンコ

この年はレプチェンコにとって大きな飛躍を遂げるシーズンとなり、予選を勝ち上がり出場した全豪オープン1回戦では当時世界ランク21位の大会第20シードダニエラ・ハンチュコバに6–4,3–6,2–6のフルセットで惜敗したが、2月第3週のカタール・トータル・オープン2回戦では当時世界ランク21位の大会16シードユリア・ゲルゲスを7-6(4),7-6(5)のストレートで破り、当時世界ランク6位の大会第4シードアグニエシュカ・ラドワンスカとの3回戦まで進出。2月第4週のメンフィス国際2回戦では当時世界ランク61位の大会第7シードヨハンナ・ラーソンを6-2,6-4のストレートで破り、ノーシードのアルベルタ・ブリアンティとの準々決勝まで進出。予選を勝ち上がり出場した5月第1週のムチュア・マドリード・オープンでは1回戦でノーシードのシャハー・ピアーを7-6,(2)6-4のストレートで、2回戦で同じくノーシードのアナベル・メディナ・ガリゲスを6-1,6-7(7),6-3のフルセットでそれぞれ破り、準々決勝では当時世界ランク3位の大会第3シードアグニエシュカ・ラドワンスカにカタール・トータル・オープンに続いて挑戦したが、レプチェンコはここでもラドワンスカに4-6,4-6のストレートで敗れた。当時世界ランク63位のノーシードとして出場した5月第5週の全仏オープン1回戦ではノーシードのクセーニャ・ペルバクを6-2,6-7(8),6-4のフルセットで、2回戦で元世界ランク1位であり、今大会で過去3度ベスト4進出の実績を持つ大会第19シードのエレナ・ヤンコビッチを7-6(4),4-6,6-4のフルセットで、3回戦では2年前の全仏女王であり、当時世界ランク12位の大会第14シードフランチェスカ・スキアボーネを3-6,6-3,8-6のフルセットで破る番狂わせを立て続けに起こし、当時世界ランク4位の第4シードで2011年ウィンブルドン選手権女王のペトラ・クビトバとの4回戦に進出。ここではクビトバに2-6,1-6のストレートで完敗しレプチェンコの快進撃はここで止まったが、これまでグランドスラムで2回戦以上に進出したことがなかった彼女にとってこの大会は大きなブレイクスルーとなった。
次に参加した大会はウィンブルドン選手権であり、この大会で彼女は1回戦でオーストリアのパトリシア・マイアー＝アハライトナーを6–2 6–3で破った。2回戦では第31シードで世界ランキング20位以内のアナスタシア・パブリュチェンコワを7–6 6–4で破った。レプチェンコの次の試合の対戦相手は前回大会優勝のペトラ・クビトバであり、レプチェンコは6–1, 6–0で敗れた。
レプチェンコは南カリフォルニア・オープンにおいてニコル・ギブスを6–3, 6–1で破って2回戦に進出した。彼女は準々決勝でナディア・ペトロワに4–6 6–2 6–7(5)で敗れた。
レプチェンコは2012年の全米オープンで3回戦に進出したが、前回優勝者のサマンサ・ストーサーにストレートで敗れた。

### 2013年

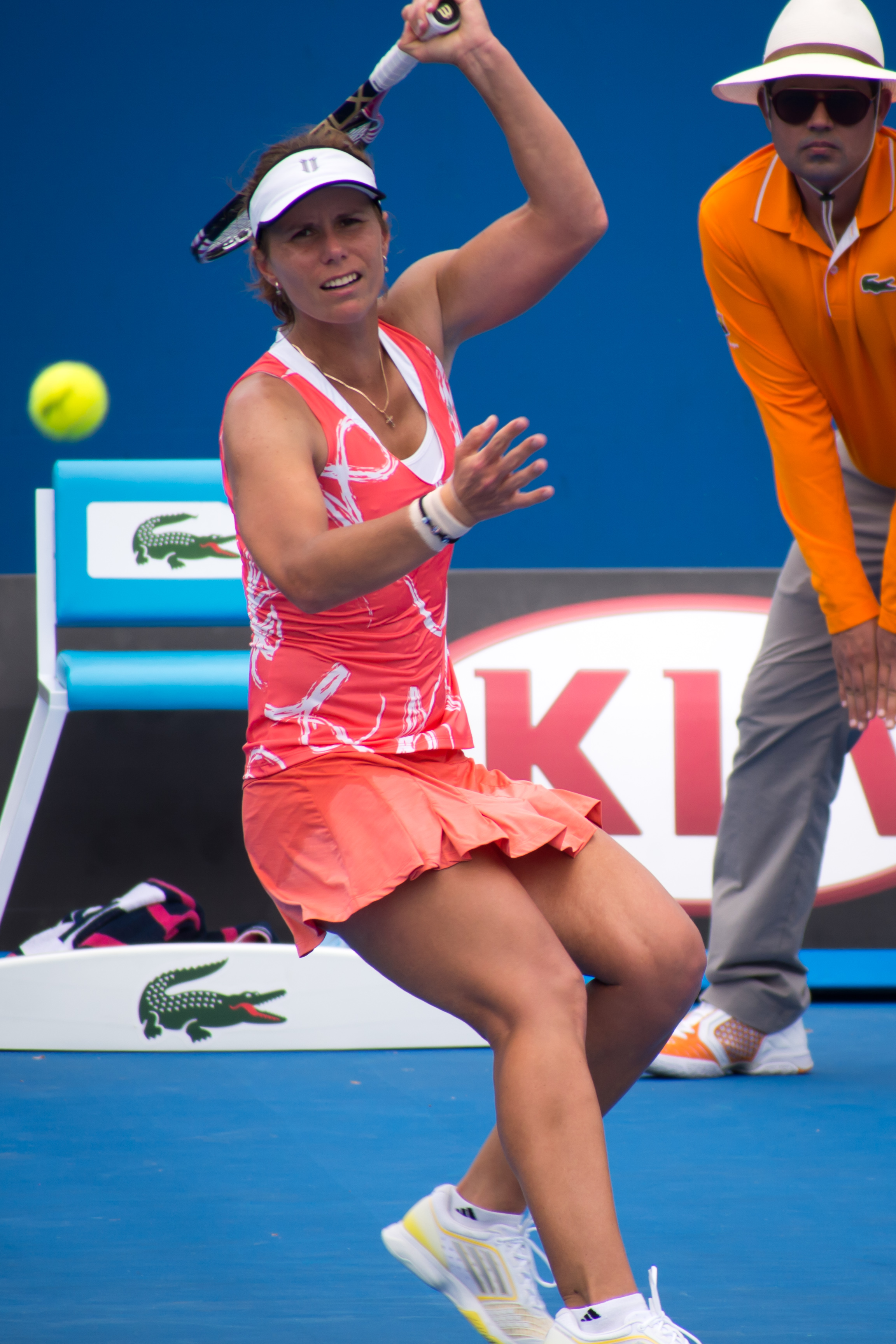
2013年の全豪オープンでプレーするレプチェンコ

2013年、ヴァルヴァラはブリスベン国際大会でプレーを始め、大会で優勝することになるセリーナ・ウィリアムズに初戦で敗れた。
2013年の全豪オープン、ヴァルヴァラはスロベニアのポロナ・ヘルツォグを1回戦で破って2回戦に進出したが、ロシアのエレーナ・ベスニナに敗れた。しかし、中国人パートナーの鄭賽賽と臨んだ女子ダブルスでは準決勝まで進出した。

## WTAツアー決勝進出結果

### シングルス: 1回 (0勝1敗)
| 大会グレード             |
| ------------------------ |
| グランドスラム (0–0)     |
| ツアー選手権 (0–0)       |
| プレミア (0–0)           |
| インターナショナル (0–1) |

| 結果   | No. | 決勝日        | 大会   | サーフェス | 対戦相手             | スコア           |
| ------ | --- | ------------- | ------ | ---------- | -------------------- | ---------------- |
| 準優勝 | 1.  | 2014年9月21日 | ソウル | ハード     | カロリナ・プリスコバ | 6–3, 6–7(5), 6–2 |

## ITFサーキット決勝進出結果

### シングルス: 22回 (11勝11敗)
| $100,000トーナメント |
| $75,000トーナメント  |
| $50,000トーナメント  |
| $25,000トーナメント  |
| $10,000トーナメント  |

| 結果   | No. | 決勝日         | 大会             | サーフェス | 対戦相手                     | 試合結果           |
| ------ | --- | -------------- | ---------------- | ---------- | ---------------------------- | ------------------ |
| 準優勝 | 1.  | 2002年8月4日   | ハリソンバーグ   | ハード     | ヴィルマリー・カステルヴィ   | 2–6, 0–6           |
| 準優勝 | 2.  | 2004年5月30日  | ヒューストン     | ハード     | コリー＝アン・アバント       | 1–6, 4–6           |
| 準優勝 | 3.  | 2004年6月13日  | アレンタウン     | ハード     | ディアナ・オスピナ           | 4–6, 2–6           |
| 準優勝 | 4.  | 2005年4月10日  | チュニカ         | ハード     | エディナ・ガロビッツ         | 3–6, 6–4, 3–6      |
| 優勝   | 1.  | 2005年4月17日  | ジャクソン       | クレー     | アーシャ・ローレ             | 6–3, 6–2           |
| 準優勝 | 5.  | 2005年4月24日  | ドーサン         | クレー     | ミラグロス・セケラ           | 6–2, 2–6, 4–6      |
| 準優勝 | 6.  | 2005年5月15日  | シャーロッツビル | クレー     | カーリー・ガリクソン         | 6–4, 6–4           |
| 優勝   | 2.  | 2005年6月12日  | アレンタウン     | ハード     | リンゼイ・リー＝ウォーターズ | 7–6(7–3), 6–4      |
| 準優勝 | 7.  | 2006年4月23日  | ドーサン         | クレー     | ユリアナ・フェダク           | 6–4, 4–6, 2–6      |
| 優勝   | 3.  | 2006年6月18日  | アレンタウン     | ハード     | カーリー・ガリクソン         | 6–1, 6–4           |
| 優勝   | 4.  | 2006年7月9日   | カレッジパーク   | ハード     | カミーユ・パン               | 6–3, 7–5           |
| 優勝   | 5.  | 2007年7月15日  | ボストン         | ハード     | ケリー・リガン               | 6–2, 5–7, 5–0 ret. |
| 準優勝 | 8.  | 2007年9月25日  | アシュランド     | ハード     | メリンダ・ツィンク           | 1–6, 6–2, 4–6      |
| 準優勝 | 9.  | 2008年4月22日  | ドーサン         | クレー     | ベサニー・マテック           | 2–6, 6–7(3–7)      |
| 優勝   | 6.  | 2008年9月28日  | アシュランド     | ハード     | カーリー・ガリクソン         | 5–7, 6–0, 6–2      |
| 準優勝 | 10. | 2008年10月12日 | ピッツバーグ     | ハード     | メリンダ・ツィンク           | 2–6, 6–3, 1–6      |
| 準優勝 | 11. | 2009年7月5日   | クーネオ         | クレー     | ポロナ・ヘルツォグ           | 1–6, 2–6           |
| 優勝   | 7.  | 2009年11月10日 | フェニックス     | ハード     | サシャ・ジョーンズ           | 6–0, 6–0           |
| 優勝   | 8.  | 2010年10月3日  | ラスベガス       | ハード     | ソラナ・チルステア           | 6–2, 6–2           |
| 優勝   | 9.  | 2010年11月8日  | グレイプバイン   | ハード     | ジェイミー・ハンプトン       | 7–6(7–1), 6–4      |
| 優勝   | 10. | 2010年11月9日  | フェニックス     | ハード     | メラニー・ウダン             | 6–3, 7–6(7–5), 6–4 |
| 優勝   | 11. | 2011年10月9日  | カンザスシティ   | ハード     | ロミナ・オプランディ         | 6–4, 6–1           |
| 準優勝 | 11. | 2011年10月16日 | トロイ           | ハード     | ロミナ・オプランディ         | 1–6, 2–6           |

### ダブルス: 11回 (1勝10敗)
| 成績   | No. | 決勝日         | 大会                     | サーフェス | パートナー               | 対戦相手                                        | 試合結果      |
| ------ | --- | -------------- | ------------------------ | ---------- | ------------------------ | ----------------------------------------------- | ------------- |
| 準優勝 | 1.  | 2003年4月27日  | ドーサン                 | クレー     | ジュリー・ディティ       | ミラグロス・セケラ クリスティナ・ホイーラー     | 7–5, 1–6, 2–6 |
| 優勝   | 1.  | 2004年5月31日  | ヒルトンヘッドアイランド | ハード     | コリー＝アン・アバント   | タナー・コクラン ジャスリン・ヒューイット       | 6–2, 3–6, 6–3 |
| 準優勝 | 2.  | 2004年6月13日  | アレンタウン             | ハード     | コリー＝アン・アバント   | アンジェラ・ヘインズ ディアナ・オスピナ         | 0–6, 2–6      |
| 準優勝 | 3.  | 2005年4月10日  | チュニカ・リゾーツ       | クレー     | エディナ・ガロビッツ     | タチアナ・ポウチェク アナスタシア・ロディオノワ | 2–6, 4–6      |
| 準優勝 | 4.  | 2006年4月23日  | ドーサン                 | クレー     | エディナ・ガロビッツ     | モニーク・アダムザック ソレダド・エスペロン     | 4–6, 6–3, 4–6 |
| 準優勝 | 5.  | 2006年7月30日  | レキシントン             | ハード     | アクグル・アマンムラドワ | 詹謹瑋 アビゲイル・スピアーズ                   | 1–6, 1–6      |
| 準優勝 | 6.  | 2006年7月31日  | ワシントンD.C.           | ハード     | アクグル・アマンムラドワ | 詹謹瑋 テチアナ・ルザンスカ                     | 2–6, 6–1, 0–6 |
| 準優勝 | 7.  | 2007年9月18日  | アルバカーキ             | ハード     | リガ・デクメイエレ       | メリンダ・ツィンク アンジェラ・ヘインズ         | 5–7, 4–6      |
| 準優勝 | 8.  | 2008年7月6日   | ボストン                 | ハード     | ユリア・フェドソバ       | 詹謹瑋 ナタリー・グランディン                   | 4–6, 3–6      |
| 準優勝 | 9.  | 2011年10月2日  | ラスベガス               | ハード     | メラニー・ウダン         | アレクサ・グラッチ マショナ・ワシントン         | 4–6, 2–6      |
| 準優勝 | 10. | 2011年10月16日 | トロイ                   | ハード     | マショナ・ワシントン     | エレナ・ボビナ バレリア・サビニク               | 6–7(6–8), 3–6 |

## グランドスラム大会通算成績
略語の説明
| W | F | SF | QF | #R | RR | Q# | LQ | A | Z# | PO | G | S | B | NMS | P | NH |

W=優勝, F=準優勝, SF=ベスト4, QF=ベスト8, #R=#回戦敗退, RR=ラウンドロビン敗退, Q#=予選#回戦敗退, LQ=予選敗退, A=大会不参加, Z#=デビスカップ/BJKカップ地域ゾーン, PO=デビスカップ/BJKカッププレーオフ, G=オリンピック金メダル, S=オリンピック銀メダル, B=オリンピック銅メダル, NMS=マスターズシリーズから降格, P=開催延期, NH=開催なし.
| シングルス     |    |    |    |    |    |    |    |    |    |    |    |    |    |      |
| 全豪オープン   | A  | Q2 | 1R | A  | Q3 | 1R | 1R | 1R | 2R | 2R | 3R | 3R | 2R | 7–9  |
| 全仏オープン   | A  | A  | 1R | Q1 | 1R | 2R | 2R | 4R | 3R | 2R | 1R | 1R |    | 8–9  |
| ウィンブルドン | A  | A  | 1R | Q1 | Q2 | 2R | 1R | 3R | 1R | 2R | 1R | 2R |    | 5–8  |
| 全米オープン   | Q1 | 2R | Q2 | Q2 | 1R | Q2 | 1R | 3R | 1R | 3R | 4R | 3R |    | 10–8 |
| ダブルス       |    |    |    |    |    |    |    |    |    |    |    |    |    |      |
| 全豪オープン   | A  | A  | 1R | A  | A  | A  | 1R | A  | SF | 2R | 1R | 2R | A  | 6–6  |
| 全仏オープン   | A  | A  | A  | A  | A  | A  | 1R | 1R | 1R | QF | 2R | 1R |    | 4–6  |
| ウィンブルドン | A  | A  | A  | A  | Q2 | Q1 | 1R | 2R | 2R | 1R | 1R | 1R |    | 2–6  |
| 全米オープン   | A  | A  | A  | A  | A  | A  | 1R | 1R | 2R | 2R | 1R | 1R |    | 2-6  |
| 混合ダブルス   |    |    |    |    |    |    |    |    |    |    |    |    |    |      |
| 全豪オープン   | A  | A  | A  | A  | A  | A  | A  | A  | A  | A  | A  | A  | A  |      |
| 全仏オープン   | A  | A  | A  | A  | A  | A  | A  | A  | A  | A  | A  | A  |    |      |
| ウィンブルドン | A  | A  | A  | A  | A  | A  | A  | 1R | A  | A  | A  | A  |    | 0-1  |
| 全米オープン   | A  | A  | A  | A  | A  | A  | A  | 2R | A  | A  | A  | A  |    | 1-2  |